# Amir (Izrael)
Amir (hebrejsky עָמִיר, doslova Snop, anglicky Amir) je vesnice typu kibuc v Izraeli, v Severním distriktu, v Oblastní radě ha-Galil ha-Eljon (Horní Galilea).

## Geografie
Leží v nadmořské výšce 75 metrů v Chulském údolí v Horní Galileji, nedaleko horního toku řeky Jordán a cca 32 kilometrů severně od břehů Galilejského jezera.
Vesnice se nachází cca 43 kilometrů severně od Tiberiasu, cca 145 kilometrů severovýchodně od centra Tel Avivu a cca 70 kilometrů severovýchodně od centra Haify. Je situována v zemědělsky intenzivně využívaném pásu. Amir obývají Židé, přičemž osídlení v tomto regionu je zcela židovské. Výjimkou je skupina drúzských měst na Golanských výšinách cca 15 kilometrů východním směrem.
Amir je na dopravní síť napojen pomocí lokální silnice číslo 9779, která vede západním směrem do města Kirjat Šmona, kde ústí do severojižního tahu dálnice číslo 90.

## Dějiny
Amir byl založen v roce 1939. Šlo o poslední opevněnou židovskou osadu typu Hradba a věž zbudovanou v tehdejší britské Palestině během osidlovací vlny, která byla židovskou reakcí na arabské povstání z let 1936-39. Zakladateli nové vesnice byli mladí levicoví sionisté z organizace Ha-Šomer ha-ca'ir z Polska a Litvy. Zdejší pozemky vykoupil Židovský národní fond od původního arabského majitele.
Původně byla osada zřízena o něco jižněji, ale kvůli malárii šířící se z okolí tehdejšího Chulského jezera, která postihla osadníky, byl kibuc počátkem roku 1942 posunut do nynější lokality, o několik kilometrů k severu. Během 40. let 20. století se obyvatelé osady ve spolupráci s jednotkami Palmach podíleli na organizování ilegální židovské imigrace přes hranicí se Sýrií. Během války za nezávislost v roce 1948 byl kibuc Amir po jistou dobu obléhán Araby. Tehdy padli dva členové kibucu, jejichž rodné jméno bylo Josef. Byl tu pak po nich pojmenován most, který překračuje řeku Jordán na severním okraji vesnice, nazývaný Most Josef.
Roku 1949 měl kibuc 271 obyvatel a rozkládal se na ploše 2510 dunamů (2,51 kilometru čtverečního).
Ekonomika kibucu je založena na zemědělství a průmyslu. Kibuc prošel privatizací a jeho členové jsou odměňováni podle vykonané práce. V Amir fungují zařízení předškolní péče. Základní škola a vyšší vzdělávací stupně jsou k dispozici v okolních obcích. V kibucu je obchod se smíšeným zbožím, zubní ordinace, sportovní areály a veřejná knihovna.

## Demografie
Obyvatelstvo v Amir je sekulární. Podle údajů z roku 2014 tvořili naprostou většinu obyvatel Amir Židé (včetně statistické kategorie "ostatní", která zahrnuje nearabské obyvatele židovského původu ale bez formální příslušnosti k židovskému náboženství).
Jde o menší sídlo vesnického typu se stagnující populací. K 31. prosinci 2014 zde žilo 550 lidí. Během roku 2014 stoupla populace o 1,5 %.
| Rok            | 1948 | 1949 | 1961 | 1972 | 1983 | 1995 | 2001 | 2003 | 2004 | 2005 | 2006 | 2007 | 2008 | 2009 | 2010 | 2011 | 2012 | 2013 | 2014 |
| -------------- | ---- | ---- | ---- | ---- | ---- | ---- | ---- | ---- | ---- | ---- | ---- | ---- | ---- | ---- | ---- | ---- | ---- | ---- | ---- |
| Počet obyvatel | 366  | 271  | 473  | 524  | 489  | 551  | 562  | 560  | 552  | 542  | 545  | 550  | 549  | 549  | 538  | 532  | 542  | 542  | 550  |